# Текоман (муниципалитет)
Текома́н (исп. Tecomán) — муниципалитет в Мексике, в штате Колима, с административным центром в одноимённом городе. Численность населения, по данным переписи 2020 года, составила 116 305 человек.

## Общие сведения
Название Tecomán с языка науатль можно перевести как: место предков.
Площадь муниципалитета равна 788 км², что составляет 14 % от общей площади штата, а наиболее высоко расположенное поселение Апаско находится на высоте 528 метров.
Он граничит с другими муниципалитетами штата Колима: на севере с Кокиматланом, на востоке с Истлауаканом, и на западе с Армерией, на юго-востоке граничит с другим штатом Мексики — Мичоаканом, а на юго-западе омывается водами Тихого океана. Также к территории муниципалитета относится несколько островов в Тихом океане.

## Учреждение и состав
Муниципалитет был образован в 1914 году, по данным 2020 года в его состав входит 384 населённых пункта, самые крупные из которых:
| Код INEGI                  | Населённый пункт                                                                 | Численность населения (2005 год) | Численность населения (2010 год) | Численность населения (2020 год) |
| -------------------------- | -------------------------------------------------------------------------------- | -------------------------------- | -------------------------------- | -------------------------------- |
| 009                        | Всего                                                                            | 98150                            | 112726                           | 116305                           |
| 0001                       | Текоман (исп. Tecomán) 18°54′38″ с. ш. 103°52′26″ з. д. (административный центр) | 76166                            | 85689                            | 88337                            |
| 0025                       | Серро-де-Ортега (исп. Cerro de Ortega) 18°44′59″ с. ш. 103°43′08″ з. д.          | 5214                             | 7598                             | 9309                             |
| 0011                       | Колония-Баярдо (исп. Colonia Bayardo) 18°56′47″ с. ш. 103°54′51″ з. д.           | 4926                             | 5689                             | 5393                             |
| 0080                       | Мадрид (исп. Madrid) 19°05′03″ с. ш. 103°52′26″ з. д.                            | 3531                             | 3790                             | 3281                             |
| 0028                       | Кофрадия-де-Морелос (исп. Cofradía de Morelos) 18°52′08″ с. ш. 103°50′06″ з. д.  | 1874                             | 2339                             | 2558                             |
| 0017                       | Калерас (исп. Caleras) 18°59′47″ с. ш. 103°52′47″ з. д.                          | 1757                             | 1744                             | 1733                             |
| 0147                       | Теколапа (исп. Tecolapa) 19°01′09″ с. ш. 103°49′50″ з. д.                        | 804                              | 868                              | 823                              |
| 0030                       | Ладислао-Морено (исп. Colonia Ladislao Moreno) 18°54′00″ с. ш. 103°54′48″ з. д.  | 617                              | 686                              | 691                              |
| —                          | Прочие                                                                           | 3261                             | 4323                             | 4180                             |
| Названия на карте Генштаба |                                                                                  |                                  |                                  |                                  |

## Экономическая деятельность
По статистическим данным 2000 года, работоспособное население занято по секторам экономики в следующих пропорциях:
- сельское хозяйство, животноводство и рыбная ловля — 33,6 %;
- промышленность и строительство — 16,9 %;
- торговля, сферы услуг и туризма — 47,8 %;
- безработные — 1,7 %.

## Инфраструктура
По статистическим данным 2020 года, инфраструктура развита следующим образом:
- электрификация: 99,2 %;
- водоснабжение: 84,8 %;
- водоотведение: 99,4 %.

## Фотографии
| - Церковь в Текомане - Вид на Теколапу - Пляж Эль-Реаль |